# Lakehead-Lakeshore
Lakehead-Lakeshore fue un lugar designado por el censo ubicado en el condado de Shasta en el estado estadounidense de California. En el año 2000 tenía una población de 559 habitantes y una densidad poblacional de 20.7 personas por km².

## Geografía
Lakehead-Lakeshore se encuentra ubicado en las coordenadas 40°54′4″N 122°23′32″O / 40.90111, -122.39222. Según la Oficina del Censo, la ciudad tiene un área total de 28,2 km² (10,9 mi²), de la cual 26,5 km² (10,2 mi²) es tierra y 1,7 km² (0,7 mi²) (6.15%) es agua.

## Demografía
Según la Oficina del Censo en 2000 los ingresos medios por hogar en la localidad eran de $31,316, y los ingresos medios por familia eran $31,316. Los hombres tenían unos ingresos medios de $21,027 frente a los $38,333 para las mujeres. La renta per cápita para la localidad era de $17,326. Alrededor del 11.8% de la población estaban por debajo del umbral de pobreza.